# Carex shinanoana
Carex shinanoana är en halvgräsart som beskrevs av Takenoshin Nakai och Aliyama. Carex shinanoana ingår i släktet starrar, och familjen halvgräs. Inga underarter finns listade i Catalogue of Life.